# كلايتون (جورجيا)
كلايتون (بالإنجليزية: Clayton, Georgia)‏ هي مدينة تقع في مقاطعة رابون بولاية جورجيا في الولايات المتحدة. تبلغ مساحة هذه المدينة 8 (كم²)، وترتفع عن سطح البحر 588 م، بلغ عدد سكانها 2047 نسمة في عام 2010 حسب إحصاء مكتب تعداد الولايات المتحدة.

## وصلات خارجية
- Cities & Counties - Georgia.gov